# Bohumil Kudrna
Bohumil Kudrna (* 15. März 1920 in Brandlín; † 11. Februar 1991 in Prag) war ein tschechoslowakischer Kanute.

## Erfolge
Bohumil Kudrna erzielte seinen größten Erfolg bei seiner Teilnahme an den Olympischen Spielen 1948 in London. Bei dem auf der Themse nahe der Insel Temple Island bei Henley-on-Thames stattfindenden Wettbewerb ging er im Zweier-Canadier mit Jan Brzák-Felix über 1000 Meter an den Start. Im mit acht Mannschaften starken Teilnehmerfeld gelang ihnen mit 5:07,1 Minuten die schnellste Rennzeit, womit sie vor den US-Amerikanern Steve Lysak und Steve Macknowski sowie Georges Dransart und Georges Gandil aus Frankreich Olympiasieger wurden. Während ihr Abstand auf Lysak und Macknowski mit 1,1 Sekunden knapp ausfiel, hatten die beiden Franzosen mit 8,1 Sekunden einen größeren Rückstand zu den beiden siegreichen Tschechoslowaken. Im Jahr darauf traten Kudrna und Brzák-Felix bei den Kanuslalom-Weltmeisterschaften in Genf an, wo sie im Zweier-Canadier den dritten Platz und in der Mannschaftswertung mit zwei weiteren tschechoslowakischen Duos den zweiten Platz belegten. Die Kanurennsport-Weltmeisterschaften 1950 in Kopenhagen verliefen noch erfolgreicher. Sowohl auf der 1000-Meter-Strecke als auch auf der 10.000-Meter-Distanz sicherten sich Kudrna und Brzák-Felix den Titelgewinn. Bei den Olympischen Spielen 1952 in Helsinki qualifizierten sich die beiden als Zweite ihres Vorlaufs für den Finallauf auf der 1000-Meter-Distanz. In diesem überquerten sie nach 4:42,9 Minuten die Ziellinie, 4,6 Sekunden hinter den Olympiasieger aus Dänemark, Peder Rasch und Finn Haunstoft, aber 5,4 Sekunden vor den drittplatzierten Deutschen Egon Drews und Wilfried Soltau. Sie gewannen demzufolge die Silbermedaille.
Nach seiner aktiven Karriere wurde er Kanu-Trainer im Juniorenbereich sowie bei verschiedenen Nationalmannschaften.